# Ramasucha
Ramasucha (anche traslitterato come Ramasuha) è una cittadina della Russia europea occidentale, situata nella oblast' di Brjansk. È dipendente amministrativamente dal rajon Počepskij.
Sorge nella parte centro-meridionale della oblast', circa 25 chilometri a sudovest del capoluogo distrettuale Počep.